# Agnese Allegrini
Agnese Allegrini (* 3. Juli 1982 in Rom) ist eine italienische Badmintonspielerin.

## Sportliche Karriere
Agnese Allegrini ist bisher bis einschließlich Olympia 2008 die einzige italienische Starterin bei Olympischen Spielen gewesen. Beim Turnier 2008 verlor sie jedoch gleich ihr Auftaktrundenspiel gegen Larisa Griga aus der Ukraine mit 15:21 und 11:21.
National gewann sie 2001, 2002 und 2003 den italienischen Titel im Dameneinzel, 2000, 2001 und 2003 auch den Titel im Damendoppel. Bei den Italian International siegte sie im Einzel 2001 und 2003, im letztgenannten Jahr war sie auch im Doppel mit Federica Panini erfolgreich. 2005, 2006 und 2007 konnte sie die Giraldilla International für sich entscheiden. 2006 und 2007 erkämpfte sie sich den Titel bei den Mauritius International im Dameneinzel, 2007 auch den bei den Bahrain International. Bei der Badminton-Weltmeisterschaft 2007 schied sie im Mixed mit Klaus Raffeiner dagegen schon in Runde eins aus. 2008 war sie bei den Iran Fajr International und den Uganda International erfolgreich, 2010 bei den Botswana International, den Nouméa International und den Miami PanAm International.